# حمدي بن حمزة أبو زيد
حمدي بن حمزة الصريصري الجهني كاتب وعضو مجلس شورى سابق وباحث سعودي. له الكثير من الكتب والمؤلفات، والدراسات والبحوث.

## المؤهلات العلمية
- مــاجستير في إدارة التنمية الاقتصادية من الجامعة الأمريكية في بيروت 1388هـ
- جـامعـيـة في الاقتصاد والعلوم السياسية من جامعة الملك سعود - الرياض - 1388هـ

## الحياة العملية
- عضو مجلس الشورى منذ 3/3/1422هـ
- نائب رئيس جمعية الهلال الأحمر السعودي
- مدير عام الإدارة المركزية للتنظيم والإدارة بوزارة المالية والاقتصاد الوطني (وزارة المالية حالياً).
- نائب رئيس مجلس إدارة الشركة السعودية للنقل الجماعي
- عضو مجلس إدارة مدارس الرياض للبنين والبنات
- عضو مجلس إدارة البنك العربي الوطني عام 1399هـ
- مترجم وزارة العمل والشؤون الاجتماعية (وزارة العمل والتنمية الاجتماعية حالياً) عام 1383هـ.
- عضو اللجنة التحضيرية للإصلاح الإداري 1392 - 1396هـ
- عضو اللجنة العليا لابتعاث الموظفين 1392 - 1396هـ
- عضو لجنة تدريب الموظفين 1392 - 1396هـ

## المؤلفات والبحوث
- «اليابان دروس ونماذج وإنجازات خارقة» ط1 عام 1989م
- "فك أسرار ذي القرنين (أخناتون) ويأجوج ومأجوج النسخة العربية - الطبعة السادسة المنقحة 2017م
- "فك أسرار ذي القرنين (أخناتون) ويأجوج ومأجوج النسخة الإنجليزية - الطبعة الأولى 2008م
- «فك أسرار أصحاب الكهف والرقيم»
- «أزمة سوق الأسهم: إنذار فيه دعوة للإصلاح» الطبعة الأولى عام 2006
- «الإدارة الإسلامية الرشيدة مقارنة مع الإدارة الغربية والإدارة اليابانية» الطبعة الأولى عام 2009م
- «المعادلة الفيزيائية التي وضعها القرآن: الطاقة= الكتلة * ضعف سرعة الضوء وإكتشفها وإنتحلها آينشتين» الطبعة الثانية المنقحة عام 2017م
- «الأساسيات والمهارات والمبادئ الجوهرية للإدارة الناجحة» الطبعة الأولى عام 2017م
- «اليابان والعجائب السبع التي أبهرت بها العالم وحيرته» الطبعة الثانية المنقحة عام 2017م
- «من المسؤول؟» كشف وتحليل الأسباب الدينية والتاريخية للنزاع بين "الإسرائيليين والعرب" وماهي قصة "الولايات الإبراهيمية المتحدة"؟ وماهو الحل العادل الذي يحقق الأمن والسلام؟ الطبعة الأولى 2022م